# Albrecht II (książę Meklemburgii)
Albrecht II (ur. ok. 1318, zm. prawdopodobnie 18 lutego 1379) – książę Meklemburgii od 1329 r. wraz z bratem Janem I, książę Meklemburgii-Schwerin od podziału w 1352 r.

## Życiorys
Albrecht był najstarszym spośród dorosłych do wieku dojrzałego synów księcia Meklemburgii Henryka II Lwa z jego związku z drugą żoną Anną, córką księcia Saksonii-Wittenbergi Albrechta II. Ponieważ w chwili śmierci ojca w 1329 r. był jeszcze dzieckiem, rządy opiekuńcze nad nim i jego młodszym bratem Janem objęła rada regencyjna złożona z przedstawicieli możnowładztwa i miast meklemburskich. Członkowie rady dbali wyłącznie o własne interesy, a ich część w 1336 r. nawet opierała się przed złożeniem swej funkcji wobec dojścia Albrechta do lat sprawnych (potęga możnowładztwa urosła w okresie rządów Henryka II, wypełnionym licznymi konfliktami z sąsiadami, które służyły wzrostowi wpływów i majątku jego wasali). Sprzymierzeńcami Albrechta zostały natomiast miasta nadbałtyckie, zainteresowane w ukróceniu samowoli rycerstwa i zapewnieniu pokoju, sprzyjającego handlowi. Już w 1336 r. m.in. Lubeka wybrała Albrechta na swego opiekuna. Z pomocą miast oraz zawarłszy sojusz z księciem Werle Albrecht pokonał niechętnych mu członków rady regencyjnej i zaprowadził pokój w Meklemburgii.
Politykę sojuszy z miastami i sąsiadami prowadził dalej. W 1337 r. sprzymierzył się z Rostockiem i Wismarem oraz z księciem szczecińskim Barnimem III Wielkim. W 1338 r. zawarty został układ ponad 20 książąt świeckich i duchownych oraz miast północnej części Rzeszy, zaprowadzający pokój w tym rejonie. Ten układ zapoczątkował okres prosperity w regionie oraz potęgi miast hanzeatyckich i był kilkukrotnie odnawiany. W 1341 r. Albrecht udał się w podróż do cesarza Ludwika IV Bawarskiego i w drodze został uwięziony przez hrabiego Saalfeld Guntera ze Schwarzburga. Uwolniony został dopiero w 1342 r. po interwencji cesarskiej.
Po śmierci Ludwika Bawarskiego nowy król Niemiec Karol IV Luksemburski ogłosił (aby osłabić syna Ludwika, Ludwika V, który był m.in. margrabią brandenburskim), że wszystkie ziemie, którymi książęta meklemburscy władali jako lennicy brandenburscy (m.in. Stargard), odtąd będą bezpośrednio lennami Rzeszy. To przeciągnęło książąt meklemburskich na stronę nowego króla, a ugruntowane zostało w 1348 r. wyniesieniem ich przez Karola do wyższej rangi (dotąd używali oni tytułu Fürst, odtąd – Herzog). Wsparli wówczas uznanego przez Karola za prawdziwego tzw. fałszywego Waldemara, podającego się za nieżyjącego Waldemara Wielkiego pretendenta do margrabstwa brandenburskiego (w którym rządzili rywale Karola, Wittelsbachowie). Dopiero w 1350 r. doszło do pogodzenia się Karola z brandenburskimi Wittelsbachami, którzy uznali pozbawienie ich praw do Stargardu.
W 1352 r. doszło do układu pomiędzy Albrechtem i jego bratem Janem, na mocy którego dokonany został podział Meklemburgii: młodszy brat Jan objął świeżo zapewniony Meklemburgii Stargard. Podział ten okazał się trwały i zakończyło go wymarcie linii stargardzkiej dopiero w 1471 r.
W 1357 r. zmarł nie pozostawiając męskiego potomka Otto, hrabia Schwerin. Swoje roszczenia do objęcia dziedzictwa po nim zgłosił Albrecht, którego syn Albrecht ożenił się z córką Ottona. Ponieważ jednak miasto Schwerin opowiedziało się za Mikołajem, bratem zmarłego Ottona, Albrecht spróbował dochodzić swych racji siłą. Miasto się skutecznie broniło, a sam Albrecht był rozproszony koniecznością załatwienia innych spraw. Stąd ostatecznie Albrecht zawarł układ, na mocy którego zapłacił swemu konkurentowi, a sam objął Schwerin w posiadanie.
W 1363 r. drugi syn Albrechta, także Albrecht, po kądzieli wywodzący się ze szwedzkiej dynastii Folkungów, został wybrany na króla Szwecji. Pojawiły się także perspektywy zapewnienia potomkom Albrechta tronu duńskiego – najstarszy jego syn Henryk był żonaty z córką króla duńskiego Waldemara Atterdaga Ingeborgą, a sam Waldemar nie posiadał już synów. Z tego powodu w 1371 r. doszło do układu Waldemara i Albrechta o zapewnieniu następstwa duńskiego tronu przez wnuka Albrechta i Waldemara, kolejnego Albrechta (IV). Po śmierci Waldemara jednak na króla duńskiego został wybrany inny z jego wnuków, późniejszy król Norwegii Olaf Haakonsson.

## Rodzina
Albrecht był dwukrotnie żonaty. W 1355 r. poślubił Eufemię, córkę Eryka Magnussona, księcia Sudermanii ze szwedzkiego rodu królewskiego Folkungów (wnuczkę króla Szwecji Magnusa I Birgerssona i siostrę króla Magnusa Erikssona). Ze związku tego pochodziło pięcioro dzieci:
- Henryk III (ok. 1337-1383), książę Meklemburgii-Schwerin,
- Ingeborga (ok. 1340-przed 1395), druga żona margrabiego brandenburskiego Ludwika VI Wittelsbacha, a następnie hrabiego Holsztynu Henryka II,
- Albrecht III (?-1412), książę Meklemburgii-Schwerin, król Szwecji,
- Anna (?-przed 1417), żona hrabiego Holsztynu-Plön Adolfa IX,
- Magnus I (?-1384), książę Meklemburgii-Schwerin.

Po śmierci Eufemii ponownie się ożenił, w 1378 r., z Adelajdą, córką Ulryka III, hrabiego Honstein. Ze związku pochodził tylko syn Albrecht zmarły w niemowlęctwie.